# Јерсинија пестис
Јерсинија пестис (лат. Yersinia pestis, ранији назив Pasteurella pestis) је бактерија, грам-негативни штапић из рода бактерија Yersinia, која изазива код људи кугу. 
Ова бактерија је фактуелни анаероб, а примарно је болест глодара. Кроз историју најпознатији облик куге је бубонска куга, болест која је однела много живота, па се чак и део историје зове "Доба куге". Остале познате болести узроковане овом бактеријом су плућна и септичка куга. Бактерија, такође, може изазвати примарни менингитис или фарингитис.
Ову бактерију је открио Александар Јерсин, швајцарско-француски бактериолог, 1894. г. током једне епидемије куге у Хонгконгу